# جورج بيسل
جورج هنري بيسيل (8 نوفمبر 1821-19 نوفمبر 1884) رائد أعمال وصناعي يُعتبر غالبًا والد صناعة النفط الأمريكية. كانت شركته بنسلفانيا روك أويل أول شركة بترول في الولايات المتحدة. شملت أعماله شركات النفط والبنوك والسكك الحديدية والعقارات الكبيرة في نيويورك. عند وفاته عام 1884 ورث ابنه بيلهام ثروته مما جعله من بين أغنى الرجال في الولايات المتحدة.